# (10210) Nathues
(10210) Nathues est un astéroïde de la ceinture principale.

## Description
(10210) Nathues est un astéroïde de la ceinture principale. Il fut découvert le 30 août 1997 à Caussols par le projet ODAS. Il présente une orbite caractérisée par un demi-grand axe de 2,48 UA, une excentricité de 0,09 et une inclinaison de 5,9° par rapport à l'écliptique.

## Compléments